# Басопо, Кудакваше
Кудакваше Басопо (англ. Kudakwashe Basopo; род. 18 июля 1990, Хараре) — зимбабвийская футболистка, нападающий. Участница летних Олимпийских игр 2016 года.

## Биография
Кудакваше Басопо родилась 18 июля 1990 года в зимбабвийском городе Хараре.
Играла в футбол на позиции нападающего. В 2016 году выступала за зимбабвийский «Блэк Ринос».
В 2016 году вошла в состав женской сборной Зимбабве по футболу на летних Олимпийских играх в Рио-де-Жанейро, занявшей 12-е место. Играла на позиции нападающего, провела 3 матча, забила 1 мяч в ворота сборной Германии.
В том же году участвовала в чемпионате Африки в Камеруне, где замбийки заняли последнее место в группе. Провела 3 матча, мячей не забивала. До этого участвовала в отборочном турнире и забила гол в матче со сборной Замбии (1:0).
По состоянию на 2023 год завершила игровую карьеру.